# Station Hundested
Station Hundested is een station in Hundested, Denemarken. Het station werd geopend op 22 december 1916.